# Ubu cornuto
Ubu cornuto (in francese, Ubu cocu) è un'opera teatrale di Alfred Jarry, appartenente al ciclo di Ubu di cui costituisce la seconda parte, dopo Ubu re.